# Luciferiánusok
 Ez a szócikk a középkori és mai mozgalomról szól, nem tévesztendő össze a 4. századi cagliari Lucifer nevű püspök híveivel
A luciferiánusok az ókori gnosztikus nézetek által (→ Démiurgosz) befolyásolt középkori vallási mozgalom volt. A  12. században főleg a német területeken terjedt el és az egyház eretnekségnek nyilvánította. Az inkvizíció kegyetlenül üldözte őket.

## Nézeteik
A kereszténység által hirdetett Isten helyett a vele szemben álló Lucifert tisztelték és imádták, mint a fényhozó igaz istent, aki a megvilágosodás  és az emberi fejlődés istene. Ő azt akarja, hogy az emberek szabadon éljenek és teljes tudással rendelkezzenek.
Azt tanították, hogy Lucifert igazságtalanul büntették meg és taszították ki a mennyországból. Egyszer majd az övéivel együtt vissza fogja kapni elvesztett jogait és akkor megváltozik a jelen rend.
A IX. Gergely pápa a Vox in Rama  című bullájában (1233) röviden így foglalta össze a nézeteiket: 
Isten jogtalanul járt el, amikor Lucifert és a vele szövetséges angyalokat letaszította az égből. Az ég és a föld, minden látható és láthatatlan dolog megteremtője Lucifer. Ő a menny jog szerinti ura és a fény istene. Egykor majd visszatér otthonába, és kiveri onnan a bitorlót. Amikor ez bekövetkezik, követői is eljutnak általa az örökkévaló boldogság és gyönyör birodalmába. Híven szolgálják urukat, és mindent elkövetnek azért, hogy kárára legyenek a velük szemben álló keresztényeknek.
Hirdették, hogy a bűnös papság nem rendelkezik semmilyen lelki kiváltsággal, ezért az anyagi javakat is jogtalanul bitorolják. Nem fogadták el az oltáriszentségről szóló katolikus tanítást, és nem tartották meg az egyház által előírt böjtöket sem.
Az inkvizíció azzal vádolta őket, hogy a húsvéti áldozáskor az „Úr testét” a szájukban kiviszik a templomból, hogy aztán kiköpjék az árnyékszékben; de vádolták őket az egyházi szentségek más, nem kevésbé istenkáromló profanizációjával is.

## Napjainkban
A Nyugat-Európában (főleg Skandináviában) és az USA-ban jelenlévő Új-Luciferi Egyház  (NLC) egy olyan luciferista szervezet, amely az okkultizmus és a mágia, a nyugati ezoterika, a vudu és a Crowley-féle Thelema elemeit foglalja magába.
Az amerikai luciferisták 2013-ban a texasi Houston központtal hoztak létre egy globális szervezetet Lucifer Greater Church (GCoL) néven.